# Leslie-Lohman Museum of Art
Le Leslie-Lohman Museum of Gay and Lesbian Art  est un musée d'art visuel géré par la Leslie-Lohman Gay Art Foundation (LLGAF). Situé dans le district de SoHo, à New York, l'établissement présente les œuvres et installations d'artistes LGBT, ou des travaux artistiques qui abordent des problématiques liés aux personnes LGBTQ. Le musée est reconnu comme l'un des groupements artistiques les plus anciens engagés dans la collecte et la préservation de l'art gay.

## Histoire
La Leslie-Lohman Gay Art Foundation est créée par J. Frederic "Fritz" Lohman et Charles W. Leslie. Les deux hommes collectionnent les œuvres d'art depuis plusieurs années. En 1969, ils organisent leur première exposition d'art gay dans leur loft de la Prince Street à New York. Ils ouvrent une galerie d'art commerciale peu de temps après, mais le lieu ferme au début des années 1980 à l'avènement de la pandémie du sida.
En 1987, les deux hommes souhaitent obtenir le statut d'organisme à but non lucratif afin de préserver davantage leur collection et de poursuivre leurs efforts dans l'organisation d'évènements consacrés à l'art gay. L'Internal Revenue Service s'oppose à l'utilisation du terme «gay» dans le titre de la fondation et retarde l'obtention du statut jusqu'en 1990.
Le premier emplacement de la Leslie-Lohman Gay Art Foundation se situe dans un sous-sol du 127B, Prince Street à New York.  En 2006, elle emménage dans une galerie au rez-de-chaussée du 26 Wooster Street, dans le quartier historique de SoHo. L'espace des galeries s'agrandit en 2016 et 2017. Gonzalo Casals est nommé directeur du musée en janvier 2017.
En 2011, le Leslie-Lohman Museum of Gay and Lesbian Art obtient définitivement le statut de musée du Conseil des régents de l'État de New York. L'établissement possède plus de 22 000 œuvres liées aux arts LGBT, parmi lesquelles de nombreux dessins, peintures, photographies, images imprimées et sculptures. Parmi les artistes présentés dans les collections permanentes du musée, sont référencés Berenice Abbott, David Hockney, Ingo Swann (en), Catherine Opie, Andy Warhol, Tom of Finland, Delmas Howe (en), Jean Cocteau, David Wojnarowicz, Robert Mapplethorpe, George Platt Lynes, Horst, Duncan Grant, James Bidgood, Alexander Kargaltsev, Duane Michals, Charles Demuth, Don Bachardy, Attila Richard Lukacs, Jim French (en), Del LaGrace Volcano, Paul Thek, Peter Hujar, Frank Webber (Bastille) ou Arthur Tress,.
Le Leslie-Lohman Museum of Gay and Lesbian Art est membre de l'American Alliance of Museums et fonctionne conformément à leurs directives.

## Mission
Le musée a pour vocation de présenter et préserver un art qui évoque directement les nombreux aspects de l'expérience LGBTQ, et de communiquer sur les travaux d'artistes ancrés dans ces thématiques. L'institution souhaite embrasser l'histoire créative de ces communautés en éduquant, informant, inspirant et divertissant l'ensemble des visiteurs.

## Programmes
En parallèle de ses collections permanentes, le musée Leslie-Lohman pour l'art gay et lesbien propose 6 à 8 expositions annuelles au 26 rue Wooster, 4 à 6 expositions annuelles dans la galerie Wooster Street Windows, et plusieurs expositions temporaires et ateliers de dessin au Prince Street Project Space de SoHo. Les expositions sont organisées par des conservateurs et conservatrices invités, dont les propositions artistiques sont examinées par le directeur du musée et le comité d'exposition.
Des programmes éducatifs sont organisés toute l'année, tout comme la mise en place d’évènement tout public avec la programmation de conférences, projections, lectures et séances de dédicaces. La Fondation publie The Archive, un bulletin d’information mis à disposition de ses membres. Le document comprend des informations sur les collections, les nouvelles acquisitions, les événements programmés et une sélection d’articles sur les artistes et les expositions en cours. Le musée possède une bibliothèque de plus de 2 500 volumes sur l'art gay et conserve les dossiers de plus de 2 000 artistes individuels.
Depuis 2013, ses expositions deviennent nomades, à l’image de la rétrospective de l'artiste allemand Sascha Schneider, également présentée au Schwules Museum de Berlin. L’exposition Classical Nude : The Making of Queer History a été présentée en avant-première au centre ONE National Gay and Lesbian Archives de West Hollywood à l'été 2014.
Le Musée propose des échanges avec des organismes qualifiés et collabore régulièrement avec la Bibliothèque du Congrès, la Smithsonian Institution, la New York Public Library ou le Andy Warhol Museum.

## Gouvernance
Le musée Leslie-Lohman pour l'art gay et lesbien est dirigé par un conseil d'administration indépendant. La Fondation emploie une personne à temps plein et compte sur l'aide de bénévoles pour mettre en œuvre ses programmes. L'établissement gère également un programme de bourses. Les financements proviennent majoritairement de donateurs privés et de fondations, ainsi que d'un programme d'adhésion. Le musée élargit sa collection principalement par des dons d'artistes et de collectionneurs.